# Maniola cassiteridum
Maniola cassiteridum är en fjärilsart som beskrevs av Gary R. Graves 1930. Maniola cassiteridum ingår i släktet Maniola och familjen praktfjärilar. Inga underarter finns listade i Catalogue of Life.